# Bistum Comacchio

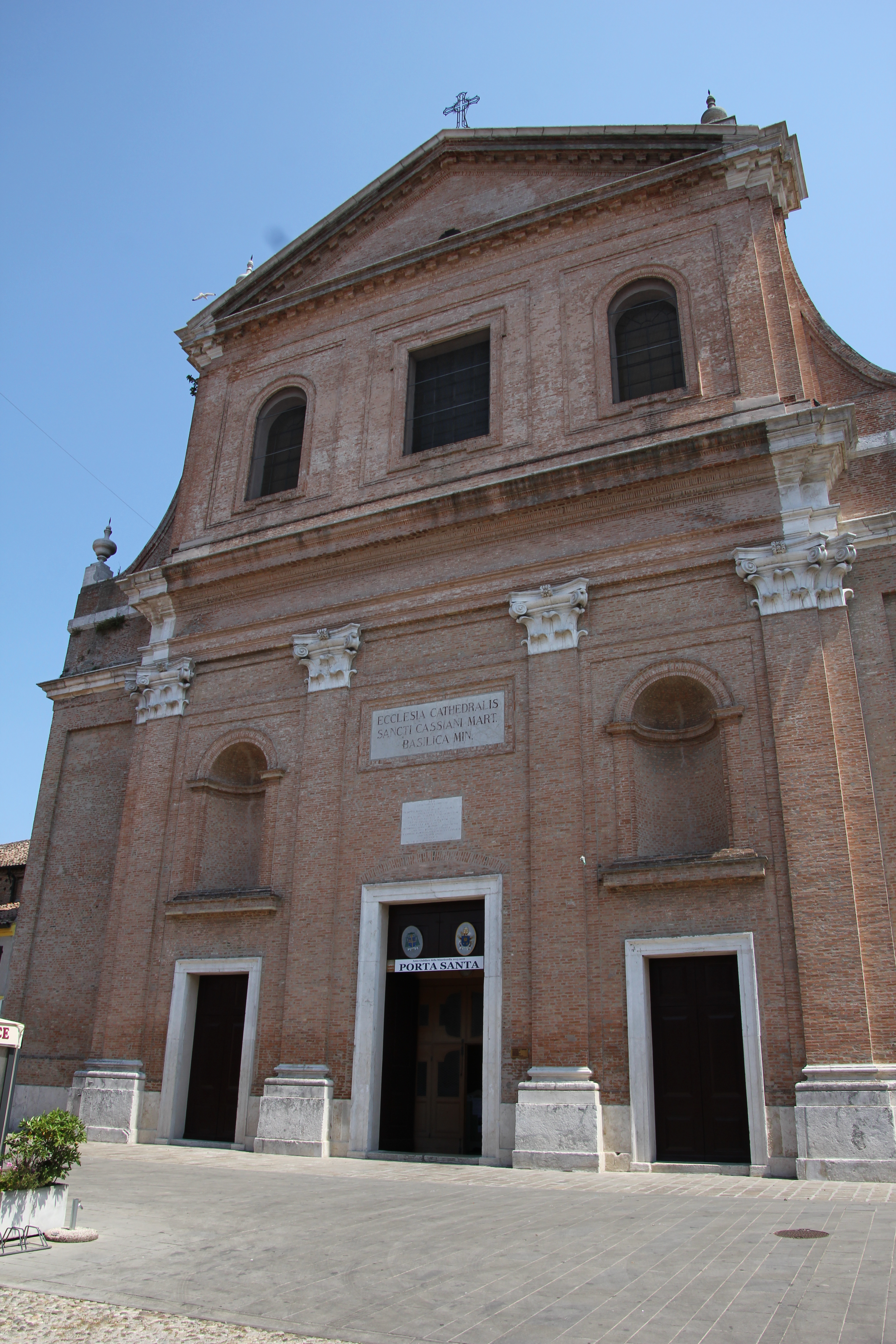
Die ehemalige Kathedrale von Comacchio

Das Bistum Comacchio (lateinisch Dioecesis Comaclensis) war eine römisch-katholische Diözese in Italien mit Bischofssitz in Comacchio. Es war ein Suffraganbistum des Erzbistums Ravenna.

## Geschichte
Das Bistum Comacchio geht auf das 6. Jahrhundert zurück. Die traditionellen Bischofslisten von Comacchio beginnen mit drei Bischöfen, die jedoch laut dem Historiker Francesco Lanzoni nie amtierten: Pacatianus, erwähnt im Jahr 502, der jedoch Bischof von Imola und nicht von Comacchio war; ein Anonymus, angeblich im Jahr 592 oder 595 erwähnt, der jedoch nur in einem gefälschten Schreiben von Papst Gregor I. genannt wird; sowie ein gewisser Ambrosius, der um das Jahr 600 gelebt haben soll, was das Ergebnis einer fehlerhaften Lesart des „Garampi-Registers“ ist.
Am 18. Mai 1964 wurde dem Bistum Comacchio das Gebiet der Territorialabtei Pomposa zugeschlagen und das Bistum wurde in Comacchio-Pomposa umbenannt. Das Bistum Comacchio-Pomposa wurde am 30. September 1986 aufgelöst und mit dem Erzbistum Ferrara unter dem Namen Erzbistum Ferrara-Comacchio vereinigt.